# Catharina Neelissen
Catharina Neelissen, född den 4 november 1961 i Haarlem i Nederländerna, är en nederländsk roddare.
Hon tog OS-brons i åtta med styrman i samband med de olympiska roddtävlingarna 1984 i Los Angeles.